# Chi-Eule

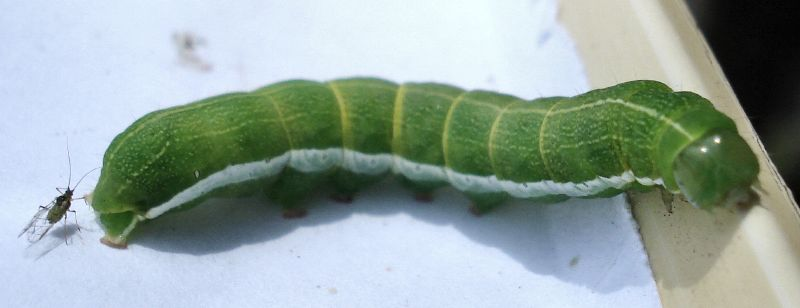
Raupe der Chi-Eule

Die Chi-Eule (Antitype chi), auch Graueule oder Saudistel-Steineule genannt, ist ein Schmetterling (Nachtfalter) aus der Familie der Eulenfalter (Noctuidae).

## Merkmale

### Falter
Mit einer Flügelspannweite von 32 bis 40 Millimetern zählen die Falter zu den mittelgroßen Eulenfaltern. Die Grundfärbung der Vorderflügel variiert in verschiedenen Grautönen und reicht von weißgrau über silbergrau und dunkelgrau bis zu grüngrau. Nieren- und Ringmakel sind groß. Sie heben sich nicht sehr stark vom Untergrund ab. In der Flügelmitte befindet sich ein schwarzes Zeichen, das in seiner Form dem Buchstaben Chi aus dem griechischen Alphabet ähnelt und für die Namensgebung der Art verantwortlich ist. Nahe dem Saum sind schwarze Pfeilflecke zu erkennen. Bei den dunkler gefärbten Exemplaren sind die hellen Querlinien gut sichtbar. Männliche Exemplare zeigen nahezu rein weiße Hinterflügel, die Weibchen hingegen grau gefärbte. Kennzeichnend ist auch bei beiden Geschlechtern ein dunkler Mittelfleck auf den Hinterflügeln.

### Ei, Raupe, Puppe
Das Ei hat eine halbkugelige Form und eine gelbe Farbe mit roten Punkten. Es ist mit kräftigen Rippen versehen. Vor dem Schlüpfen der Raupen verfärbt es sich über orangegelb nach dunkelbraun.
Erwachsene Raupen haben eine grasgrüne Färbung und zeigen dünne weiße Rücken- und Nebenrückenlinien sowie einen breiten weißen Seitenstreifen, der nach oben dunkel begrenzt ist. Die weißen Stigmen sind schwarz umrandet. Der Kopf ist klein.
Die glänzende, schlanke Puppe ist rotbraun gefärbt und besitzt einen mit zwei feinen Dornen versehenen knopfförmigen Kremaster.

### Ähnliche Arten
Wegen des charakteristischen Chi-Zeichens sind die Falter gut von anderen Arten zu unterscheiden.

## Verbreitung und Lebensraum
Die Verbreitung der Art umfasst nahezu ganz Europa. Sie fehlt lediglich im Süden Spaniens und Griechenlands sowie im nördlichsten Teil Fennoskandinaviens. Sie kommt außerdem in Nord- und Mittelasien vor, nicht jedoch in Japan. Die im Fernen Osten auftretenden Tiere werden als ssp. subcaerulea bezeichnet. In den Alpen ist die Nominatform noch bis auf etwa 2000 Meter Höhe zu finden. Die Tiere sind hauptsächlich in Moor- und Heidegebieten, in Wäldern, an Bachufern sowie auf Halbtrockenrasenflächen und in Siedlungsgebieten anzutreffen.

## Lebensweise
Hauptflugzeit der nachtaktiven Falter sind die Monate August bis Oktober. Sie besuchen gerne künstliche Lichtquellen und Köder. Zuweilen wurden sie auch an den Blüten des Schmetterlingsflieders (Buddleja davidii) beobachtet. Tagsüber ruhen sie oftmals an Baumstämmen, Masten oder Bretterzäunen. Als Futterpflanzen der von Mai bis August lebenden Raupen wird eine Vielzahl unterschiedlichster Gewächse genannt, beispielsweise Flatter-Binse (Juncus effusus) sowie Heidekraut- (Erica), Ampfer- (Rumex), Geißblatt- (Lonicera), Lattich- (Lactuca), Weidenröschen- (Epilobium), Labkraut- (Galium), Flockenblumen- (Centaurea) und Leimkrautarten (Silene). Die Raupen wurden ebenfalls an Gänsedisteln (Sonchus), volkstümlich auch „Saudisteln“ genannt, gefunden. Daraus leitet sich der früher gelegentlich verwendete Name „Saudistel-Steineule“ ab. Die Art überwintert als Ei.

## Gefährdung
Die Chi-Eule ist in vielen deutschen Bundesländern zahlreich zu finden und wird auf der Roten Liste gefährdeter Arten als nicht gefährdet eingestuft.